# Myliobatis
Myliobatis là một chi cá đuối trong họ Myliobatidae.

## Các loài
Hiện tại ghi nhận được một số loài như sau:
- Myliobatis aquila (Linnaeus, 1758)
- Myliobatis australis W. J. Macleay, 1881
- Myliobatis californica T. N. Gill, 1865
- Myliobatis chilensis Philippi {Krumweide}, 1893
- Myliobatis freminvillii Lesueur, 1824
- Myliobatis goodei Garman, 1885
- Myliobatis hamlyni J. D. Ogilby, 1911
- Myliobatis longirostris Applegate & Fitch, 1964
- Myliobatis peruvianus Garman, 1913
- Myliobatis ridens Ruocco, Lucifora, Díaz de Astarloa, Mabragaña & Delpiani, 2012[3]
- Myliobatis tenuicaudatus Hector, 1877
- Myliobatis tobijei Bleeker, 1854